# Veľké Zálužie
Veľké Zálužie é um município da Eslováquia, situado no distrito de Nitra, na região de Nitra. Tem 32,1 km² de área e sua população em 2018 foi estimada em 4.229 habitantes.

## Demografia
| Ano:        | 1994 | 2004   | 2014   | 2024   |
| ----------- | ---- | ------ | ------ | ------ |
| Broj ljudi: | 3642 | 3974   | 4159   | 4320   |
| Razlika:    |      | +9,11% | +4,65% | +3,87% |

| Ano:               | 2023 | 2024   |
| ------------------ | ---- | ------ |
| Número de pessoas: | 4315 | 4320   |
| Diferença:         |      | +0,11% |